# Jeffrey Neil Steenson
Jeffrey Neil Steenson (Fort Rucker, 1º aprile 1952) è un presbitero cattolico statunitense, già vescovo episcopale di Rio Grande, dal 24 novembre 2015 ordinario emerito della Cattedra di San Pietro.

## Biografia
Jeffrey Neil Steenson è nato a Fort Rucker, Alabama, il 1º aprile 1952. È uno studioso di patristica. Nel 1983 ha concluso gli studi con un dottorato di ricerca in filosofia presso il Christ Church di Oxford con una tesi intitolata "Basilio di Ancira e il corso dell'ortodossia nicena". I suoi titoli di studio ottenuti in precedenza sono un Master of Divinity dell'Harvard Divinity School (1978) in patristica neotestamentaria, un Master of Arts dal Trinity Evangelical Divinity School (1976) in storia della chiesa e un Bachelor of Arts della Trinity International University (1974) in storia.

### Ministero nella Chiesa episcopale
Steenson è stato ordinato sacerdote della Chiesa episcopale il 29 giugno 1980. È stato curato nella chiesa di Tutti i Santi a Wynnewood, in Pennsylvania, e poi rettore prima della chiesa del Buon Pastore a Rosemont e poi della chiesa di Sant'Andrea a Fort Worth.
Nell'ottobre del 2004,  è stato eletto vescovo coadiutore della diocesi episcopale del Rio Grande; è stato consacrato il 16 gennaio successivo. Il 1º agosto 2005, è succeduto a Terrence Kelshaw come vescovo. Steenson è stato membro del Consiglio della fondazione del seminario anglo-cattolico "Nashotah House" e del consiglio di amministrazione della fondazione "The Living Church".
Nel settembre del 2007, ha annunciato la sua decisione di dimettersi da vescovo, con efficacia dal 1º dicembre successivo.

### Ministero nella Chiesa cattolica
Steenson è stato accolto nella piena comunione della Chiesa cattolica romana il 1º dicembre 2007. Dopo aver presentato la richiesta per l'ordinazione sacerdotale nella Chiesa cattolica, ha iniziato gli studi presso il Pontificio collegio irlandese a Roma.
Il 13 dicembre 2008 è stato ordinato diacono a Roma dal cardinale Bernard Francis Law, arciprete della basilica di Santa Maria Maggiore. Il 21 febbraio 2009 è stato ordinato presbitero per l'arcidiocesi di Santa Fe nella chiesa di San Tommaso d'Aquino a Rio Rancho da monsignor Michael Jarboe Sheehan. Ha insegnato all'Università di Dallas, all'Università di San Tommaso a Houston e al seminario "Santa Maria" di Houston. Attualmente insegna presso il Saint Paul Seminary School of Divinity a Saint Paul.
Il 1º gennaio 2012, papa Benedetto XVI lo ha nominato primo ordinario del nuovo ordinariato personale della Cattedra di San Pietro. Ha preso possesso dell'ufficio il 12 febbraio successivo. Dopo la nomina gli è stato concesso il titolo di protonotario apostolico, il più alto rango di monsignore. Essendo sposato, non ha potuto essere consacrato vescovo, ma grazie alla sua posizione di ordinario, era membro con diritto di voto nella Conferenza episcopale degli Stati Uniti. Alla sua fondazione, oltre cento sacerdoti anglicani e 1400 fedeli hanno richiesto di farne parte. Steenson ha rassegnato le dimissioni il 24 novembre 2015, sostenendo che fossero maturi i tempi per l'arrivo di un ordinario con carattere episcopale. Il suo successore, Steven Joseph Lopes, è stato nominato lo stesso giorno.

## Vita personale
È sposato con Debra Jane, con la quale ha tre figli adulti: Kristina, Eric e John. È un costruttore di aerei e pilota amatoriale.